# 성지로 (부천시)
성지로(Seongji-ro)는 경기도 부천시 오정구 작동에서 고강동까지 이르는 부천시도로, 총 연장은 1.21 km이다. 당 도로명은 오정초등학교 뒤 언덕 둘레에 옛날 토성을 쌓은 흔적이 남아있어 명명되었다.

## 역사
- 2009년 11월 12일 : 도로명으로 성지로를 고시

## 주요 경유지
- 부천시
  - 오정구
    - 원종동, 고강동 - 여월동 - 작동

## 접촉하는 도로
- 고강로
- 삼작로 (국도 제39호선)
- 원종로

## 주변 시설
- 로얄아파트 (성지로 6·8, 작동 5)
- 조양빌라 (성지로 16, 고강동 299-17)
- 오정동야외음악당 (성지로 17, 원종동 산59)
- 상부주택 (성지로 22, 고강동 298-17)
- 우림메르디앙 (성지로 27, 고강동 297-4)
- 성주파크빌라4차 (성지로 28, 고강동 298-21)
- 성주파크빌라5차 (성지로 30, 고강동 298)
- 미소더테라스 (성지로 33, 원종동 345-10)
- 한영빌라 (성지로 35, 원종동 345-17)
- 세경빌라 (성지로 48, 고강동 295-8)
- 동신빌라 (성지로 49, 원종동 344-6)
- 유림맨션 (성지로 50, 고강동 295-10)
- 원종동 동신빌라 (성지로 51, 원종동 344-2)
- 고강동 동신빌라 (성지로 56, 고강동 295-18)
- 가람빌딩 (성지로 60, 고강동 294-9)
- 동방빌딩 (성지로 64, 고강동 294-13)
- 경인아파트 (성지로 65, 원종동 341-3)
- 하나빌딩 (성지로 66, 고강동 294-4)
- 경성아트빌리지 (성지로 68, 고강동 294-20)
- 대성합판상사 (성지로 69, 원종동 341-16)
- 하이캐슬 (성지로 73, 원종동 340-29)
- 부원주택 (성지로 75, 원종동 340-31)
- 삼하주택 (성지로 76, 고강동 293-8)
- 동호주택 (성지로 78, 고강동 293-18)
- 동호빌라 (성지로 78-1, 고강동 293-9)
- 세영아이빌 (성지로 79, 원종동 340-26)
- 청산주택 (성지로 79-1, 원종동 340-25)
- 신도뷰 (성지로 81, 원종동 340-16)
- 일신주택 (성지로 81-1, 원종동 340-24)
- 우성빌라 (성지로 81-3, 원종동 340-15)
- 성지빌라트 (성지로 81-13, 원종동 340-11)
- 선진빌라 (성지로 81-14, 원종동 340-9)
- 드림타운 (성지로 82, 원종동 293-32)
- 밝은빌딩 (성지로 87, 원종동 339-21)
- 대덕빌딩 (성지로 89, 원종동 339-20)
- 일신빌라 (성지로 91, 원종동 339-8)
- 대운주택 (성지로 93, 원종동 339-29)
- 대원빌라 (성지로 93-1, 원종동 339-7)
- 대우주택 (성지로 95, 원종동 339-6)
- 한일빌딩 (성지로 100, 고강동 292)
- 현대주택 (성지로 102, 고강동 291-6)
- 예림하이빌 (성지로 103, 원종동 338-6)
- 성원주택 (성지로 108, 고강동 291-1)
- 대원에이스 (성지로 110, 고강동 291)
- 근상오피스 (성지로 111-1, 원종동 337-9)
- 이루미아파트 (성지로 113, 원종동 337-8)
- 성원빌라 (성지로 116, 고강동 290-5)
- 원종하이츠텔 (성지로 117, 원종동 337-1)